# 조민혜
조민혜(趙珉惠, 1986년 8월 7일 ~ )는 대한민국의 가수이다. mi:ne이라는 활동명을 사용한다.

## 디스코그래피

### 음반
- Teenage Superstar (2006년 8월 18일)

### 디지털 싱글
- White Dream (2006년 12월 20일)

### 사운드트랙
- 기다릴게 (투니버스 애니메이션 OST) [디지털 싱글] [I'll Wait (Tooniverse Animations OST)] (2007년 1월 23일)